# 米斯特基 (邵爾斯區)
52°0′33″N 32°2′34″E / 52.00917°N 32.04278°E
米斯特基（烏克蘭語：Містки），是烏克蘭北部的村莊，隸屬切爾尼希夫州的科留基夫卡區。該村面積32平方公里，海拔高度125米，2001年人口29，人口密度每平方公里0.91人。